# Saint-Basile-le-Grand
Saint-Basile-le-Grand es una ciudad de la provincia de Quebec, Canadá. Es una de las ciudades que conforman la Comunidad metropolitana de Montreal y se encuentra en el municipio regional de condado de La Vallée-du-Richelieu y a su vez, en la región de Montérégie-Est en Montérégie. Hace parte de las circunscripciones electorales de Chambly a nivel provincial y de Chambly−Borduas a nivel federal.

## Geografía
Saint-Basile-le-Grand se encuentra ubicada en las coordenadas 45°32′00″N 73°17′00″O / 45.53333, -73.28333. Según Statistics Canada, tiene una superficie total de 36,10 km² y es una de las 1135 municipalidades en las que está dividido administrativamente el territorio de la provincia de Quebec.

## Demografía
Según el censo de 2011, había 16 736 personas residiendo en esta ciudad con una densidad poblacional de 463,6 hab./km². Los datos del censo mostraron que de las 15 605 personas censadas en 2006, en 2011 hubo un aumento poblacional de 1131 habitantes (7,2 %). El número total de inmuebles particulares resultó de 6235 con una densidad de 172,72 inmuebles por km². El número total de viviendas particulares que se encontraban ocupadas por residentes habituales fue de 6178.

## Ciudades Hermanas
El 8 de junio de 2001 la ciudad de Saint Basile le Grand firmó un acuerdo de hermanamiento de ciudades con la ciudad colombiana de Montería.